# Copa espanyola d'handbol femenina 1979-1980
La Copa de la Reina d'handbol 1980 fou la primera edició de la Copa espanyola d'handbol. Se celebrà des del 25 de maig fins al 22 de juny de 1980 i fou organitzada per la Federació Espanyola d'Handbol. Hi participaren els set primer classificats de la Lliga espanyola d'handbol 1979-80; tanmateix, el BM Zaragoza i el Club Salleko hi renunciaren. Es disputà en format d'eliminatòria a doble partit, amb quarts de final i semifinals. La final es disputà el 22 de juny al Pavelló Municipal de Huelva. La Copa de la Reina és considerada la segona competició esportiva de l'handbol estatal.
Es proclamà campió el BM Rancho Castelldefels, que guanyà la final per 15 a 11. El club aconseguí el seu primer i únic títol en l'àmbit estatal.

## Clubs participants
- Caja A. Ronda
- CD Gran Canaria
- BM Íber Valencia
- Medina CREFF
- BM Rancho Castelldefels
- Club Salleko[Nota 1]
- BM Zaragoza.[Nota 1]

## Quadre de competició
|  | Quarts de final  | Quarts de final  | Quarts de final  |                        |    | Semifinals | Semifinals | Semifinals |  |  | Final | Final | Final |
|  |                  |                  |                  |                        |    |            |            |            |  |  |       |       |       |
|  |                  |                  |                  |                        |    |            |            |            |  |  |       |       |       |
|  |                  |                  |                  |                        |    |            |            |            |  |  |       |       |       |
|  |                  |                  |                  |                        |    |            |            |            |  |  |       |       |       |
|  | 8 i 15 de juny   |                  |                  |                        |    |            |            |            |  |  |       |       |       |
|  |                  |                  |                  |                        |    |            |            |            |  |  |       |       |       |
|  | Medina CREFF     | 15               | -                |                        |    |            |            |            |  |  |       |       |       |
|  | Medina CREFF     | 15               | -                |                        |    |            |            |            |  |  |       |       |       |
|  |                  |                  | BM Rancho        | 23                     | -  |            |            |            |  |  |       |       |       |
|  |                  |                  | BM Rancho        | 23                     | -  |            |            |            |  |  |       |       |       |
|  |                  |                  |                  | 22 de juny             |    |            |            |            |  |  |       |       |       |
|  |                  |                  |                  |                        |    |            |            |            |  |  |       |       |       |
|  | BM Rancho        | BM Rancho        | 15               |                        |    |            |            |            |  |  |       |       |       |
|  | BM Rancho        | BM Rancho        | 15               | 25 de maig i 1 de juny |    |            |            |            |  |  |       |       |       |
|  |                  | BM Íber Valencia | BM Íber Valencia | 11                     |    |            |            |            |  |  |       |       |       |
|  | BM Íber Valencia | BM Íber Valencia | BM Íber Valencia | 11                     | 26 | 20         |            |            |  |  |       |       |       |
|  | BM Íber Valencia | 5 i 15 de juny   |                  |                        | 26 | 20         |            |            |  |  |       |       |       |
|  | Caja A. Ronda    | 5                | 3                |                        |    |            |            |            |  |  |       |       |       |
|  | Caja A. Ronda    | 5                | 3                | BM Íber Valencia       | 30 | 20         |            |            |  |  |       |       |       |
|  |                  |                  |                  | BM Íber Valencia       | 30 | 20         |            |            |  |  |       |       |       |
|  |                  |                  | CD Gran Canaria  | 14                     | 19 |            |            |            |  |  |       |       |       |
|  |                  |                  | CD Gran Canaria  | 14                     | 19 |            |            |            |  |  |       |       |       |
|  |                  |                  |                  |                        |    |            |            |            |  |  |       |       |       |
|  |                  |                  |                  |                        |    |            |            |            |  |  |       |       |       |
|  |                  |                  |                  |                        |    |            |            |            |  |  |       |       |       |

## Final
| 22 de juny de 1979 12:30 CET | BM Rancho          | 15-11   | BM Íber Valencia | Pavelló Municipal, Huelva Àrbitres: Reina i Moreno |
| 22 de juny de 1979 12:30 CET | García, Casafont 5 | Informe | Fuertes 6        | Pavelló Municipal, Huelva Àrbitres: Reina i Moreno |
| 22 de juny de 1979 12:30 CET |                    |         |                  | Pavelló Municipal, Huelva Àrbitres: Reina i Moreno |

| BM Rancho Castelldefels | BM Íber Valencia |

| #                | Pos.  | Nom                   | Gols |
| ---------------- | ----- | --------------------- | ---- |
|                  | POR   | Mamen Celarain        | 0    |
|                  |       | Maria Carme Rams      | 2    |
|                  |       | L. Gordo              | 0    |
|                  |       | J. Caro               | 0    |
|                  |       | L. Ruiz               | 0    |
|                  |       | Rosa García           | 5    |
|                  |       | M. Pujol              | 1    |
|                  |       | L. Peña               | 2    |
|                  |       | Maria Ángels Casafont | 5    |
|                  |       | I. Sánchez            | 0    |
|                  |       | S. Ruiz               | 0    |
|                  | POR   | Cano                  | 0    |
| Total            | Total | Total                 | 15   |
| Entrenadora      |       |                       |      |
| Maria Carme Rams |       |                       |      |

| Campió de la Copa de la Reina 1980   |
| ------------------------------------ |
| BM Rancho Castelldefels Primer títol |

| #          | Pos.  | Nom        | Gols |
| ---------- | ----- | ---------- | ---- |
|            | POR   | A. Segura  | 0    |
|            |       | E. García  | 0    |
|            |       | R. Muñoz   | 1    |
|            |       | M. Fuertes | 6    |
|            |       | C. Mayo    | 1    |
|            |       | S. Santana | 0    |
|            |       | Y. Soria   | 1    |
|            |       | C. Vicente | 0    |
|            |       | F. Konix   | 1    |
|            |       | A. Capilla | 1    |
|            | POR   | S. Santana | 0    |
| Total      | Total | Total      | 11   |
| Entrenador |       |            |      |
|            |       |            |      |